# Giải BAFTA cho nữ diễn viên phụ xuất sắc nhất
Giải BAFTA cho nữ diễn viên phụ xuất sắc nhất là một trong những giải thưởng thường niên của Giải BAFTA do Viện Hàn lâm Nghệ thuật Điện ảnh và Truyền hình Anh quốc trao tặng cho những nữ diễn viên có màn trình diên phụ hay nhất trong điện ảnh.
 Giải thưởng được trao lần đầu tiên vào năm 1968 và có 4 đề cử cho đến năm 1999 mở rộng ra 5 đề cử tới nay. Có 1 trường hợp 2 diễn viên cùng thắng giải. Hạng mục này không được trao năm 1980 và 1981.

† - Người thắng Giải Oscar cho nữ diễn viên phụ xuất sắc nhất

‡ - Người được đề cử Giải Oscar cho nữ diễn viên phụ xuất sắc nhất

## Người chiến thắng và người được đề cử

### Thập niên 1960
| Năm              | Diễn viên                       | Phim                         | Vai diễn |
| ---------------- | ------------------------------- | ---------------------------- | -------- |
| 1968 22nd        |                                 |                              |          |
| Billie Whitelaw  | Charlie Bubbles & Twisted Nerve | Lottie Bubbles / Joan Harper |          |
| Pat Heywood      | Romeo and Juliet                | The Nurse                    |          |
| Virginia Maskell | Interlude                       | Antonia                      |          |
| Simone Signoret  | Games                           | Lisa Schindler               |          |
| 1969 23rd        |                                 |                              |          |
| Celia Johnson    | The Prime of Miss Jean Brodie   | Miss Mackay                  |          |
| Peggy Ashcroft   | Three Into Two Won't Go         | Belle                        |          |
| Pamela Franklin  | The Prime of Miss Jean Brodie   | Sandy                        |          |
| Mary Wimbush     | Oh! What a Lovely War           | Mary Smith                   |          |

### Thập niên 1970
| Năm               | Diễn viên                       | Phim                       | Vai diễn |
| ----------------- | ------------------------------- | -------------------------- | -------- |
| 1970 24th         |                                 |                            |          |
| Susannah York     | They Shoot Horses, Don't They?  | Alice LeBlanc ‡            |          |
| Evin Crowley      | Ryan's Daughter                 | Maureen                    |          |
| Estelle Parsons   | Watermelon Man                  | Althea Gerber              |          |
| Maureen Stapleton | Airport                         | Inez Guerrero ‡            |          |
| 1971 25th         |                                 |                            |          |
| Margaret Leighton | The Go-Between                  | Mrs. Maudsley ‡            |          |
| Jane Asher        | Deep End                        | Susan                      |          |
| Georgia Brown     | The Raging Moon                 | Sarah Charles              |          |
| Georgia Engel     | Taking Off                      | Margot                     |          |
| 1972 26th         |                                 |                            |          |
| Cloris Leachman   | The Last Picture Show           | Ruth Popper †              |          |
| Marisa Berenson   | Cabaret                         | Natalia Landauer           |          |
| Eileen Brennan    | The Last Picture Show           | Genevieve Morgan           |          |
| Shelley Winters   | The Poseidon Adventure          | Belle Rosen ‡              |          |
| 1973 27th         |                                 |                            |          |
| Valentina Cortese | Day for Night                   | Severine ‡                 |          |
| Rosemary Leach    | That'll Be the Day              | Mary Maclaine              |          |
| Delphine Seyrig   | The Day of the Jackal           | Colette de Montpellier     |          |
| Ingrid Thulin     | Cries and Whispers              | Karin                      |          |
| 1974 28th         |                                 |                            |          |
| Ingrid Bergman    | Murder on the Orient Express    | Greta Ohlsson †            |          |
| Sylvia Sidney     | Summer Wishes, Winter Dreams    | Mrs. Pritchett ‡           |          |
| Sylvia Sims       | The Tamarind Seed               | Margaret Stephenson        |          |
| Cindy Williams    | American Graffiti               | Laurie Henderson           |          |
| 1975 29th         |                                 |                            |          |
| Diane Ladd        | Alice Doesn't Live Here Anymore | Flo Castleberry ‡          |          |
| Ronee Blakley     | Nashville                       | Barbara Jean ‡             |          |
| Lelia Goldoni     | Alice Doesn't Live Here Anymore | Bea                        |          |
| Gwen Welles       | Nashville                       | Sueleen Gay                |          |
| 1976 30th         |                                 |                            |          |
| Jodie Foster      | Taxi Driver & Bugsy Malone      | Iris Steensma / Tallulah ‡ |          |
| Annette Crosbie   | The Slipper and the Rose        | The Fairy Godmother        |          |
| Vivien Merchant   | The Homecoming                  | Ruth                       |          |
| Billie Whitelaw   | The Omen                        | Mrs. Baylock               |          |
| 1977 31st         |                                 |                            |          |
| Jenny Agutter     | Equus                           | Julie Mason                |          |
| Geraldine Chaplin | Welcome to L.A.                 | Karen Hood                 |          |
| Joan Plowright    | Equus                           | Dora Strang                |          |
| Shelley Winters   | Next Stop, Greenwich Village    | Fay Lapinsky               |          |
| 1978 32nd         |                                 |                            |          |
| Geraldine Page    | Interiors                       | Eve ‡                      |          |
| Angela Lansbury   | Death on the Nile               | Salome Otterbourne         |          |
| Maggie Smith      | Death on the Nile               | Miss Bowers                |          |
| Mona Washbourne   | Stevie                          | Aunt                       |          |
| 1979 33rd         |                                 |                            |          |
| Rachel Roberts    | Yanks                           | Clarrie Moreton            |          |
| Lisa Eichhorn     | The Europeans                   | Gertrude Wentworth         |          |
| Mariel Hemingway  | Manhattan                       | Tracy ‡                    |          |
| Meryl Streep      | Manhattan                       | Jill Davis                 |          |

### Thập niên 1980
| Năm                     | Diễn viên                   | Phim                  | Vai diễn |
| ----------------------- | --------------------------- | --------------------- | -------- |
| 1980 34th               |                             |                       |          |
| Không trao giải         | -                           | -                     |          |
| 1981 35th               |                             |                       |          |
| Không trao giải         | -                           | -                     |          |
| 1982 36th               |                             |                       |          |
| Maureen Stapleton       | Reds                        | Emma Goldman †        |          |
| Rohini Hattangadi (tie) | Gandhi                      | Kasturba Gandhi       |          |
| Candice Bergen          | Gandhi                      | Margaret Bourke-White |          |
| Jane Fonda              | On Golden Pond              | Chelsea Thayer ‡      |          |
| 1983 37th               |                             |                       |          |
| Jamie Lee Curtis        | Trading Places              | Ophelia               |          |
| Teri Garr               | Tootsie                     | Sandy Lester ‡        |          |
| Rosemary Harris         | The Ploughman's Lunch       | Ann Barrington        |          |
| Maureen Lipman          | Educating Rita              | Trish                 |          |
| 1984 38th               |                             |                       |          |
| Liz Smith               | A Private Function          | Mrs. Chilvers         |          |
| Eileen Atkins           | The Dresser                 | Madge                 |          |
| Cher                    | Silkwood                    | Dolly Pelliker ‡      |          |
| Tuesday Weld            | Once Upon a Time in America | Carol                 |          |
| 1985 39th               |                             |                       |          |
| Rosanna Arquette        | Desperately Seeking Susan   | Roberta Glass         |          |
| Judi Dench              | Wetherby                    | Marcia Pilborough     |          |
| Anjelica Huston         | Prizzi's Honor              | Maerose Prizzi †      |          |
| Tracey Ullman           | Plenty                      | Alice Park            |          |
| 1986 40th               |                             |                       |          |
| Judi Dench              | A Room with a View          | Eleanor Lavish        |          |
| Rosanna Arquette        | After Hours                 | Marcy Franklin        |          |
| Barbara Hershey         | Hannah and her Sisters      | Lee                   |          |
| Rosemary Leach          | A Room with a View          | Mrs. Honeychurch      |          |
| 1987 41st               |                             |                       |          |
| Susan Wooldridge        | Hope and Glory              | Molly                 |          |
| Judi Dench              | 84 Charing Cross Road       | Nora Doel             |          |
| Vanessa Redgrave        | Prick up Your Ears          | Peggy Ramsay          |          |
| Dianne Wiest            | Radio Days                  | Bea                   |          |
| 1988 42nd               |                             |                       |          |
| Judi Dench              | A Handful of Dust           | Mrs. Beaver           |          |
| Maria Aitken            | A Fish Called Wanda         | Wendy Leach           |          |
| Anne Archer             | Fatal Attraction            | Beth Gallagher ‡      |          |
| Olympia Dukakis         | Moonstruck                  | Rose Castorini †      |          |
| 1989 43rd               |                             |                       |          |
| Michelle Pfeiffer       | Dangerous Liaisons          | Madame de Tourvel ‡   |          |
| Peggy Ashcroft          | Madame Sousatzka            | Lady Emily            |          |
| Laura San Giacomo       | Sex, Lies, and Videotape    | Cynthia Bishop        |          |
| Sigourney Weaver        | Working Girl                | Katharine Parker ‡    |          |

### Thập niên 1990
| Năm                    | Diễn viên                   | Phim                   | Vai diễn |
| ---------------------- | --------------------------- | ---------------------- | -------- |
| 1990 44th              |                             |                        |          |
| Whoopi Goldberg        | Ghost                       | Oda Mae Brown †        |          |
| Anjelica Huston        | Crimes and Misdemeanors     | Dolores Paley          |          |
| Shirley MacLaine       | Steel Magnolias             | Ouiser Boudreaux       |          |
| Billie Whitelaw        | The Krays                   | Violet Kray            |          |
| 1991 45th              |                             |                        |          |
| Kate Nelligan          | Frankie and Johnny          | Cora                   |          |
| Annette Bening         | The Grifters                | Myra Langtry ‡         |          |
| Amanda Plummer         | The Fisher King             | Lydia                  |          |
| Julie Walters          | Stepping Out                | Vera                   |          |
| 1992 46th              |                             |                        |          |
| Miranda Richardson     | Damage                      | Ingrid Fleming ‡       |          |
| Kathy Bates            | Fried Green Tomatoes        | Evelyn Couch           |          |
| Helena Bonham Carter   | Howards End                 | Helen Schlegel         |          |
| Miranda Richardson     | The Crying Game             | Jude                   |          |
| 1993 47th              |                             |                        |          |
| Miriam Margolyes       | The Age of Innocence        | Mrs. Mingott           |          |
| Holly Hunter           | The Firm                    | Tammy Hemphill ‡       |          |
| Winona Ryder           | The Age of Innocence        | May Welland ‡          |          |
| Maggie Smith           | The Secret Garden           | Mrs. Medlock           |          |
| 1994 48th              |                             |                        |          |
| Kristin Scott Thomas   | Four Weddings and a Funeral | Fiona                  |          |
| Charlotte Coleman      | Four Weddings and a Funeral | Scarlet                |          |
| Sally Field            | Forrest Gump                | Mrs. Gump              |          |
| Anjelica Huston        | Manhattan Murder Mystery    | Marcia Fox             |          |
| 1995 49th              |                             |                        |          |
| Kate Winslet           | Sense and Sensibility       | Marianne Dashwood ‡    |          |
| Joan Allen             | Nixon                       | Pat Nixon ‡            |          |
| Mira Sorvino           | Mighty Aphrodite            | Linda Ash †            |          |
| Elizabeth Spriggs      | Sense and Sensibility       | Mrs. Jennings          |          |
| 1996 50th              |                             |                        |          |
| Juliette Binoche       | The English Patient         | Hana †                 |          |
| Lauren Bacall          | The Mirror Has Two Faces    | Hannah Morgan ‡        |          |
| Marianne Jean-Baptiste | Secrets & Lies              | Hortense Cumberbatch ‡ |          |
| Lynn Redgrave          | Shine                       | Gillian                |          |
| 1997 51st              |                             |                        |          |
| Sigourney Weaver       | The Ice Storm               | Janey Carver           |          |
| Jennifer Ehle          | Wilde                       | Constance Lloyd Wilde  |          |
| Lesley Sharp           | The Full Monty              | Jeanette               |          |
| Zoe Wanamaker          | Wilde                       | Ada Leverson           |          |
| 1998 52nd              |                             |                        |          |
| Judi Dench             | Shakespeare in Love         | Queen Elizabeth I †    |          |
| Kathy Bates            | Primary Colors              | Libby Holden ‡         |          |
| Brenda Blethyn         | Little Voice                | Mari Hoff ‡            |          |
| Lynn Redgrave          | Gods and Monsters           | Hanna ‡                |          |
| 1999 53rd              |                             |                        |          |
| Maggie Smith           | Tea with Mussolini          | Hester Random          |          |
| Thora Birch            | American Beauty             | Jane Burnham           |          |
| Cate Blanchett         | The Talented Mr. Ripley     | Meredith Logue         |          |
| Cameron Diaz           | Being John Malkovich        | Lotte Schwartz         |          |
| Mena Suvari            | American Beauty             | Angela Hayes           |          |

### Thập niên 2000
| Năm                  | Diễn viên                      | Phim                       | Vai diễn |
| -------------------- | ------------------------------ | -------------------------- | -------- |
| 2000 54th            |                                |                            |          |
| Julie Walters        | Billy Elliot                   | Georgia Wilkinson ‡        |          |
| Judi Dench           | Chocolat                       | Armande Voizin ‡           |          |
| Frances McDormand    | Almost Famous                  | Elaine Miller ‡            |          |
| Lena Olin            | Chocolat                       | Josephine Muscat           |          |
| Ziyi Zhang           | Crouching Tiger, Hidden Dragon | Jen Yu                     |          |
| 2001 55th            |                                |                            |          |
| Jennifer Connelly    | A Beautiful Mind               | Alicia Nash †              |          |
| Judi Dench           | The Shipping News              | Agnis Hamm                 |          |
| Helen Mirren         | Gosford Park                   | Jane Wilson ‡              |          |
| Maggie Smith         | Gosford Park                   | Constance Trentham ‡       |          |
| Kate Winslet         | Iris                           | Young Iris Murdoch ‡       |          |
| 2002 56th            |                                |                            |          |
| Catherine Zeta-Jones | Chicago                        | Velma Kelly †              |          |
| Toni Collette        | About a Boy                    | Fiona Brewer               |          |
| Julianne Moore       | The Hours                      | Laura Brown ‡              |          |
| Queen Latifah        | Chicago                        | Matron Mama Morton ‡       |          |
| Meryl Streep         | Adaptation.                    | Susan Orlean ‡             |          |
| 2003 57th            |                                |                            |          |
| Renée Zellweger      | Cold Mountain                  | Ruby Thewes †              |          |
| Holly Hunter         | Thirteen                       | Melanie Freeland ‡         |          |
| Laura Linney         | Mystic River                   | Annabel Markum             |          |
| Judy Parfitt         | Girl with a Pearl Earring      | Maria Thins                |          |
| Emma Thompson        | Love Actually                  | Karen                      |          |
| 2004 58th            |                                |                            |          |
| Cate Blanchett       | The Aviator                    | Katharine Hepburn †        |          |
| Julie Christie       | Finding Neverland              | Emma Wightwick du Maurier  |          |
| Heather Craney       | Vera Drake                     | Joyce Drake                |          |
| Natalie Portman      | Closer                         | Alice Ayres / Jane Jones ‡ |          |
| Meryl Streep         | The Manchurian Candidate       | Eleanor Shaw               |          |
| 2005 59th            |                                |                            |          |
| Thandie Newton       | Crash                          | Christine Thayer           |          |
| Brenda Blethyn       | Pride and Prejudice            | Mrs. Bennet                |          |
| Catherine Keener     | Capote                         | Harper Lee ‡               |          |
| Frances McDormand    | North Country                  | Glory Dodge ‡              |          |
| Michelle Williams    | Brokeback Mountain             | Alma Beers Del Mar ‡       |          |
| 2006 60th            |                                |                            |          |
| Jennifer Hudson      | Dreamgirls                     | Effie White †              |          |
| Emily Blunt          | The Devil Wears Prada          | Emily Charlton             |          |
| Abigail Breslin      | Little Miss Sunshine           | Olive Hoover ‡             |          |
| Toni Collette        | Little Miss Sunshine           | Sheryl Hoover              |          |
| Frances de la Tour   | The History Boys               | Dorothy Lintott            |          |
| 2007 61st            |                                |                            |          |
| Tilda Swinton        | Michael Clayton                | Karen Crowder †            |          |
| Cate Blanchett       | I'm Not There                  | Jude Quinn ‡               |          |
| Kelly MacDonald      | No Country for Old Men         | Carla Jean Moss            |          |
| Samantha Morton      | Control                        | Deborah Woodruff Curtis    |          |
| Saoirse Ronan        | Atonement                      | Briony Tallis ‡            |          |
| 2008 62nd            |                                |                            |          |
| Penélope Cruz        | Vicky Cristina Barcelona       | María Elena †              |          |
| Amy Adams            | Doubt                          | Sister James ‡             |          |
| Freida Pinto         | Slumdog Millionaire            | Latika                     |          |
| Tilda Swinton        | Burn After Reading             | Katie Cox                  |          |
| Marisa Tomei         | The Wrestler                   | Cassidy/Pam ‡              |          |
| 2009 63rd            |                                |                            |          |
| Mo'Nique             | Precious                       | Mary Lee Johnston †        |          |
| Anne-Marie Duff      | Nowhere Boy                    | Julia Lennon               |          |
| Vera Farmiga         | Up in the Air                  | Alex Goran ‡               |          |
| Anna Kendrick        | Up in the Air                  | Natalie Keener ‡           |          |
| Kristin Scott Thomas | Nowhere Boy                    | Mimi Smith                 |          |

### Thập niên 2010
| Năm                  | Diễn viên            | Phim                     | Vai diễn |
| -------------------- | -------------------- | ------------------------ | -------- |
| 2010 64th            |                      |                          |          |
| Helena Bonham Carter | The King's Speech    | Queen Elizabeth ‡        |          |
| Amy Adams            | The Fighter          | Charlene Fleming ‡       |          |
| Barbara Hershey      | Black Swan           | Erica Sayers             |          |
| Lesley Manville      | Another Year         | Mary                     |          |
| Miranda Richardson   | Made in Dagenham     | Barbara Castle           |          |
| 2011 65th            |                      |                          |          |
| Octavia Spencer      | The Help             | Minny Jackson †          |          |
| Jessica Chastain     | The Help             | Celia Foote ‡            |          |
| Judi Dench           | My Week with Marilyn | Sybil Thorndike          |          |
| Melissa McCarthy     | Bridesmaids          | Megan Price ‡            |          |
| Carey Mulligan       | Drive                | Irene                    |          |
| 2012 66th            |                      |                          |          |
| Anne Hathaway        | Les Misérables       | Fantine †                |          |
| Amy Adams            | The Master           | Peggy Dodd ‡             |          |
| Judi Dench           | Skyfall              | M                        |          |
| Sally Field          | Lincoln              | Mary Todd Lincoln ‡      |          |
| Helen Hunt           | The Sessions         | Cheryl Cohen-Greene ‡    |          |
| 2013 67th            |                      |                          |          |
| Jennifer Lawrence    | American Hustle      | Rosalyn Rosenfeld ‡      |          |
| Sally Hawkins        | Blue Jasmine         | Ginger ‡                 |          |
| Lupita Nyong'o       | 12 Years a Slave     | Patsey †                 |          |
| Julia Roberts        | August: Osage County | Barbara Weston-Fordham ‡ |          |
| Oprah Winfrey        | The Butler           | Gloria Gaines            |          |
| 2014 68th            |                      |                          |          |
| Patricia Arquette    | Boyhood              | Olivia Evans †           |          |
| Keira Knightley      | The Imitation Game   | Joan Clarke ‡            |          |
| Rene Russo           | Nightcrawler         | Nina Romina              |          |
| Imelda Staunton      | Pride                | Hefina Headon            |          |
| Emma Stone           | Birdman              | Sam Thomson ‡            |          |